# 路 (畢業歌專輯)
《路》是收錄全國高中校畢業生音樂的第七張音樂的專輯，於2018年8月7日由擎天娛樂發行。報名學校共約126所，而入選的30所學校，聯合創作發表了同名歌曲。

## MV票選名單[5]
| 名次   | 學校     | 歌曲       |
| ------ | -------- | ---------- |
| 冠軍   | 新竹女中 | 回眸       |
| 亞軍   | 忠明高中 | 鄰座的你啊 |
| 季軍   | 台南二中 | 從心       |
| 殿軍   | 內壢高中 | 時光長廊   |
| 第五名 | 建國中學 | 圍牆       |

## 報名
2018年4月3日，「2018高中原創畢業歌合輯」在粉絲專頁開始報名，報名資格為全國各高中職有製作原創畢業歌且經學校認可對外發表者皆可參與報名。

## 參與高中及曲目
1. 新竹女中—回眸
2. 忠明高中—鄰座的你啊
3. 道明中學—夢想途中
4. 臺南二中—從心
5. 內壢高中—時光長廊
6. 建國中學—圍牆
7. 桃園新興高中—盛夏，未來
8. 再興中學—夢途
9. 南光高中—蟬鳴的季節
10. 新營高中—我們的主場
11. 東山高中—未央青春
12. 新民高中—候鳥
13. 市立陽明高中—最後一首
14. 徐匯中學—不繁之舟
15. 武陵高中—離語
16. 中崙高中—再憶起時
17. 西苑高中—那些話
18. 海山高中—天空下‧青春
19. 石碇高中—夏日之前 Before The Summer
20. 東大附中—有你cover我
21. 關西高中—青春的旅途
22. 成功高中—錦程
23. 萬芳高中—致，曾經
24. 家齊高中—街續
25. 嘉義高工—翼途
26. 景美女中—光跡
27. 葳格高中—織築
28. 臺中女中—對白
29. 鳳新高中—時光剪影
30. 壽山高中—蕩漾